# Chlebové písmo

Times New Roman.

Chlebové písmo je pojem z typografie, případně webdesignu, který označuje písma určená k běžné sazbě dlouhých textů a hladkých textů. Samotný výraz původně používali ruční sazeči, protože sázením takovýchto písem si vydělávali na denní chléb. Typickým chlebovým fontem je např. Times New Roman velikosti 10 bodů. V novinách a časopisech se často používá menší velikost.
Opakem jsou písma navržená k sazbě akcidencií a nazývaná akcidenční písmo.